# جوزيف فيسر
جوزيف فيسر (28 نوفمبر 1928 – 18 أبريل 2006) هو ملاكم بلجيكي راحل، مثّل بلاده في الألعاب الأولمبية الصيفية 1948.

## روابط خارجية
جوزيف فيسر على موقع بوكس ريك (الإنجليزية) (registration required)
- جوزيف فيسر على موقع أوليمبيديا (الإنجليزية)